# 松本卓也 (野球)
松本 卓也（まつもと たくや、1966年11月14日 - ）は、三重県四日市市出身の元プロ野球選手（投手）。

## 来歴・人物
海星高では1学年下に北野勝則がいた。愛知学院大学に進学し、3年秋には明治神宮大会で1学年上の益田明典の後を受けて登板した。1988年のプロ野球ドラフト会議で福岡ダイエーホークスから3位指名を受け入団。
細身ながら手足の長さを活かしたサイドスローとして、プロ1年目の1989年は初勝利を初完投勝利で挙げ、ジュニアオールスターゲームにも出場するなど期待されたが、その後2年間は怪我や不振に苦しみ一軍出場がなく1991年オフに現役を引退した。その後は地元で事業を営んでいる。

## 詳細情報

### 年度別投手成績
| 年 度     | 球 団     | 登 板 | 先 発 | 完 投 | 完 封 | 無 四 球 | 勝 利 | 敗 戦 | セ 丨 ブ | ホ 丨 ル ド | 勝 率 | 打 者 | 投 球 回 | 被 安 打 | 被 本 塁 打 | 与 四 球 | 敬 遠 | 与 死 球 | 奪 三 振 | 暴 投 | ボ 丨 ク | 失 点 | 自 責 点 | 防 御 率 | W H I P |
| --------- | --------- | ----- | ----- | ----- | ----- | -------- | ----- | ----- | -------- | ----------- | ----- | ----- | -------- | -------- | ----------- | -------- | ----- | -------- | -------- | ----- | -------- | ----- | -------- | -------- | ------- |
| 1989      | ダイエー  | 23    | 8     | 2     | 0     | 0        | 3     | 3     | 0        | --          | .500  | 330   | 75.0     | 93       | 13          | 22       | 2     | 0        | 49       | 0     | 1        | 42    | 37       | 4.44     | 1.53    |
| 通算：1年 | 通算：1年 | 23    | 8     | 2     | 0     | 0        | 3     | 3     | 0        | --          | .500  | 330   | 75.0     | 93       | 13          | 22       | 2     | 0        | 49       | 0     | 1        | 42    | 37       | 4.44     | 1.53    |

### 記録
- 初登板・初先発：1989年6月2日、対西武ライオンズ8回戦（西武ライオンズ球場）、3回2/3を4失点で勝敗つかず
- 初勝利・初完投：1989年7月5日、対日本ハムファイターズ16回戦（平和台野球場）、9回2失点

### 背番号
- 32 （1989年 - 1990年途中）
- 115 （1990年途中）
- 50 （1991年）